# Bełżyce
Bełżyce [bɛwˈʒɨtsɛ] anhörenⓘ ist eine polnische Stadt in der Woiwodschaft Lublin südwestlich von Lublin. Sie ist Sitz der gleichnamigen Stadt-und-Land-Gemeinde mit etwa 13.300 Einwohnern.

## Geschichte
Die erste urkundliche Erwähnung des Ortes stammt aus dem Jahr 1409. 1417 erhielt Bełżyce das Stadtrecht nach Magdeburger Recht. 1440 wurde das Schloss errichtet. 1795 kam der Ort in das Habsburger Reich. 1809 wurde die Stadt Teil des Großherzogtums Warschau und 1815 Teil von Kongresspolen. 1896 verlor die Stadt ihr Stadtrecht. Während des Zweiten Weltkrieges wurde ein Ghetto für Juden errichtet. Die Zahl der Juden im Ort hatte sich bis dahin etwa auf 2000 belaufen, sie stieg nun durch die Ghettoisierung des Umlandes und durch Deportationen aus dem annektierten Westpolen, aus Krakau und Lublin auf ca. 3600. Unter ihnen waren mehrere hundert deutsche Juden, die im Februar und März 1940 aus Stettin deportiert worden waren; zudem kamen 1002 Personen am 10. Mai 1942 mit einem Zug aus Leipzig.  Am 22. Mai 1942 wurde das Ghetto aufgelöst, die Insassen in andere Zwangsarbeitslager oder in Vernichtungslager deportiert.
Siehe auch: Neuer jüdischer Friedhof (Bełżyce)
1958 erhielt Bełżyce das Stadtrecht wieder und wurde gleichzeitig Sitz eines Powiats. Den Kreissitz musste die Stadt 1975 wieder abgeben.

## Gemeinde
Zur Stadt-und-Land-Gemeinde gehören neben der Stadt Bełżyce weitere 23 Ortschaften mit einem Schulzenamt.

## Söhne und Töchter der Stadt
- Sylwester Czopek (* 1958), Archäologe, Rektor der Universität Rzeszów
- Marcin Polak (* 1982), sehbehinderterer Radrennfahrer